# Pfarrkirche Raiding

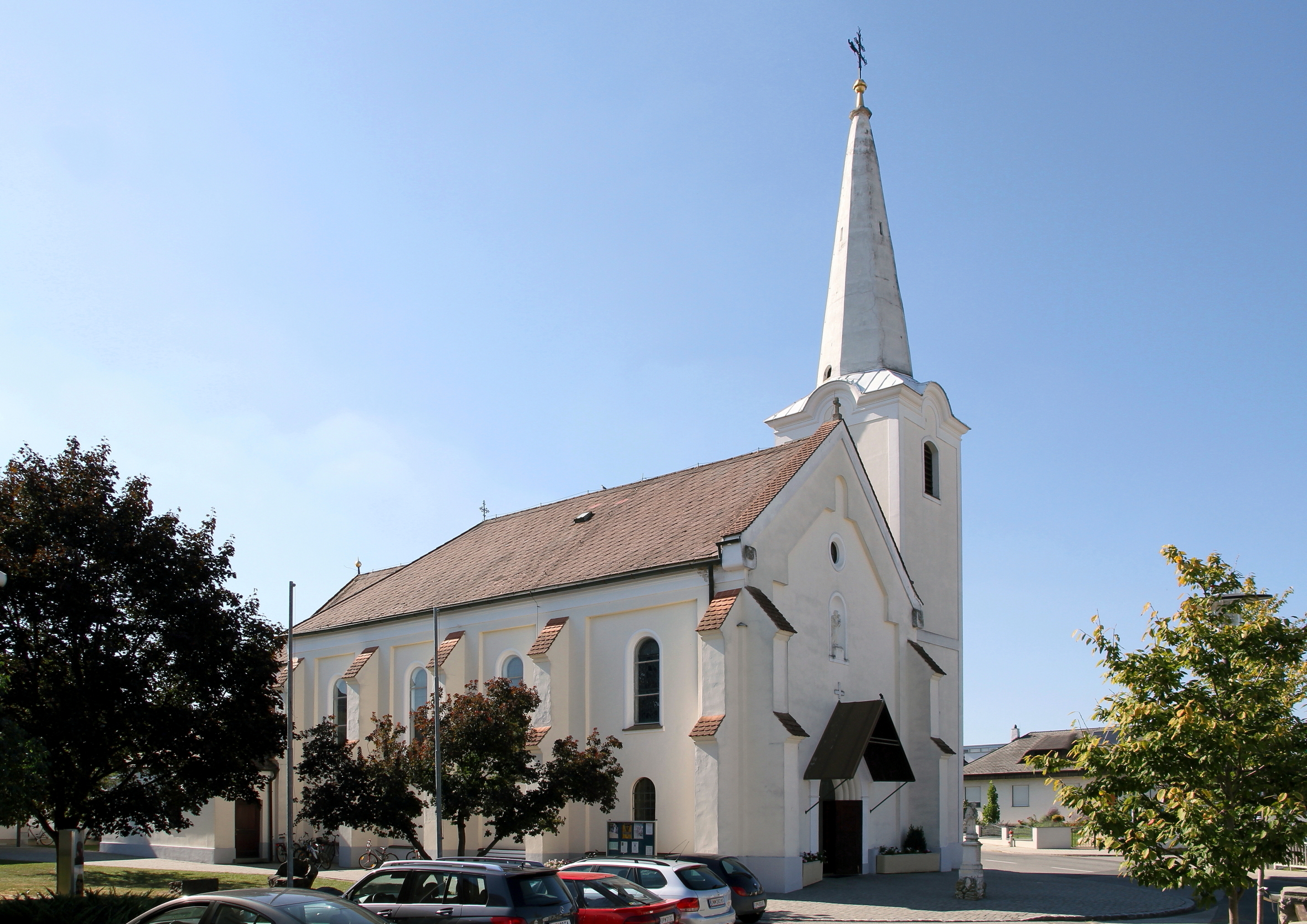
Kath. Pfarrkirche hl. Antonius in Raiding

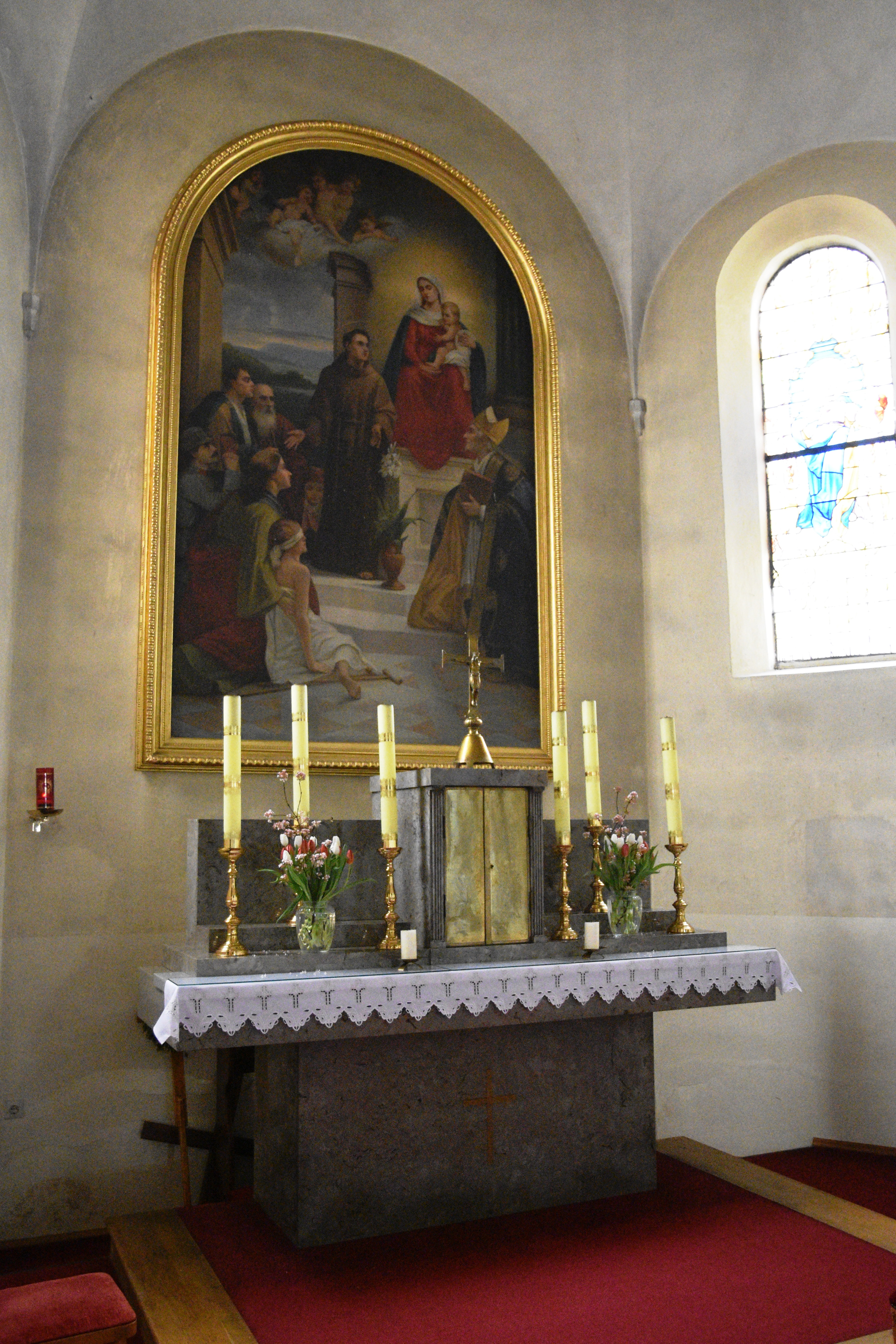
Altar der Pfarrkirche

Die römisch-katholische Pfarrkirche Raiding steht mittig im Ort Raiding in der Marktgemeinde Raiding im Burgenland. Die Pfarrkirche hl. Antonius gehört zum Dekanat Deutschkreutz in der Diözese Eisenstadt. Die Kirche steht unter Denkmalschutz.

## Geschichte
Das Kirchenschiff wurde im Jahre 1927 anstelle einer Vorgängerkirche errichtet, der bestehende Kirchturm und der Chor wurde dabei erhalten.

## Architektur
Das Kirchenschiff ist dreijochig. Der eingezogene Chor mit einem Dreiachtelschluss hat ein Kreuzgratgewölbe.

## Ausstattung
Die Einrichtung ist modern. Die Orgel aus 2002 mit 14 Registern wurde von Orgelbau Pieringer in Stadt Haag gebaut.
Eine Glocke wurde 1846 von Friedrich Seltenhofer in Oedenburg gegossen.
Bei der Brücke vor der Kirche steht ein Bildstock mit einer Steinfigur hl. Johannes Nepomuk, am Sockel mit 1743 bezeichnet. Ein Bildstock hl. Donatus, auch aus 1743, steht im neuen Friedhof.